# Fraseriella bispora
Fraseriella bispora är en svampart som beskrevs av Cif. & A.M. Corte 1957. Fraseriella bispora ingår i släktet Fraseriella och familjen Monascaceae.   Inga underarter finns listade i Catalogue of Life.